# 92209 Pingtang
92209 Pingtang è un asteroide della fascia principale. Scoperto nel 1999, presenta un'orbita caratterizzata da un semiasse maggiore pari a 3,0570993 UA e da un'eccentricità di 0,1139981, inclinata di 10,96635° rispetto all'eclittica.